# 연분홍

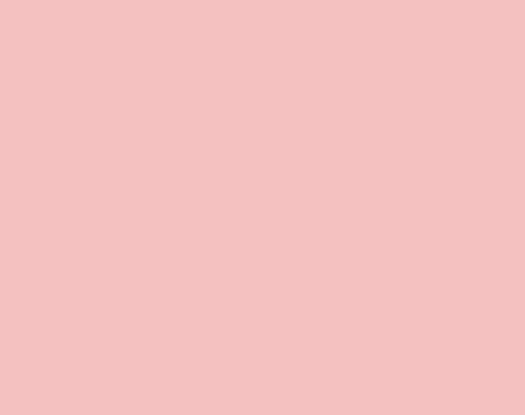
연분홍

연분홍(軟粉紅)은 분홍색조의 색이다. 일반적인 분홍색 보다 연하며 연분홍의 색상 코드는 
1. ffb6c1이다.[1] 분홍색과 비슷하지만 다른 색상이다.

## 만드는 법
연분홍은 분홍색에 하얀색을 섞어서 만들 수 있다. 분홍색과 확실한 차이를 두려면 하얀색을 더 많이 섞으면 된다.

## 같이 보기
- 곽지은
- 연분홍치마
- 연분홍 치마 (영화)
- 분홍